# ان‌جی‌سی ۴۰۵

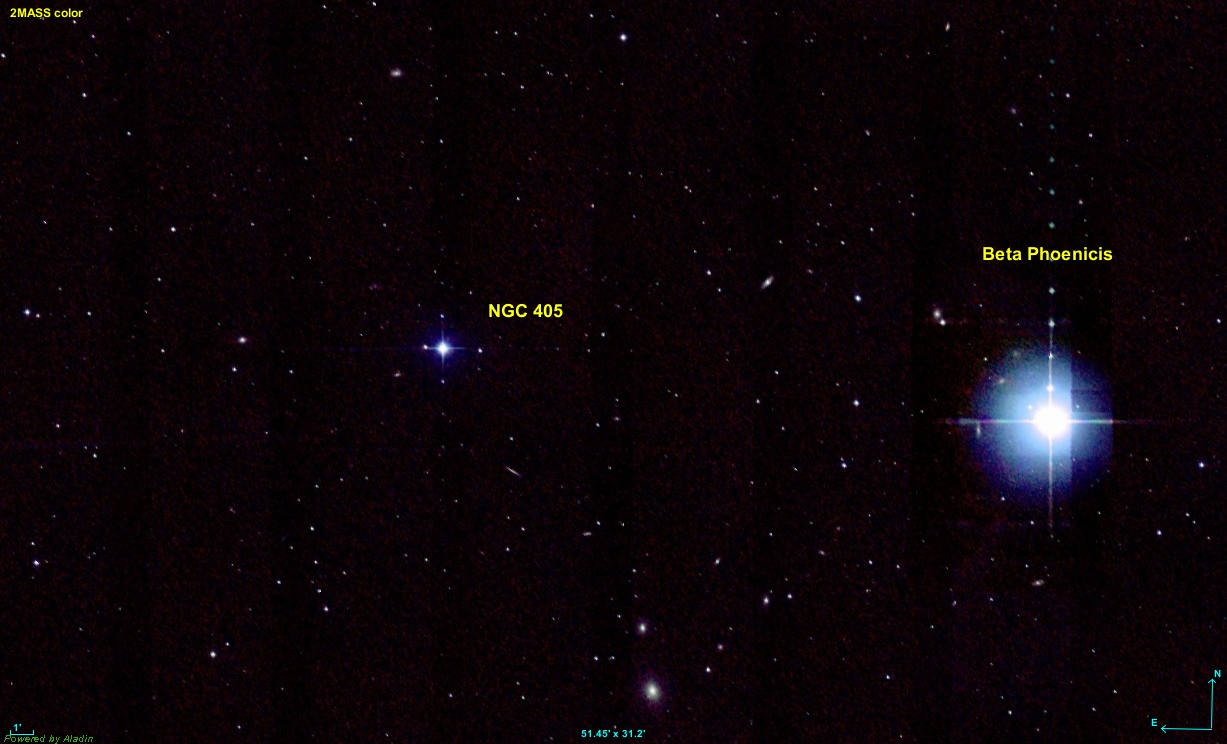
نمایی از کهکشان ان‌جی‌سی ۴۰۵ در منظومهٔ خورشیدی – ۲۰۲۲

ان‌جی‌سی ۴۰۵ (انگلیسی: NGC 405) نام یک کهکشان است.